# Rejon maniewicki
Rejon maniewicki – były rejon obwodu wołyńskiego Ukrainy.
Został utworzony 4 stycznia 1965, jego powierzchnia wynosiła 2265 km², a ludność rejonu liczyła ponad 54400 osób.
Na terenie rejonu znajdowały się: dwie osiedlowe rady i 30 wiejskie rady, obejmujących w sumie 69 miejscowości. Siedzibą władz rejonowych były Maniewicze.

## Miejscowości rejonu maniewickiego
- Bereżnica (Бережниця)
- Borowicze (Боровичі)
- Budki (Будки)
- Cminy (Цміни)
- Chrask (Хряськ)
- Czartorysk Старий Чорторийськ
- Czerewacha (Череваха)
- Czernyż (Чорниж)
- Czersk (Черськ)
- Czetwertnia (Четвертня)
- Dołżyca (Довжиця)
- Gródek (Городок)
- Harajmówka (Гораймівка)
- Hodomicze (Годомичі)
- Hołodnica (Калинівка)
- Hołuzja (Галузія)
- Hrady (Граддя)
- Hradysk[2] (Градиськ)
- Hruziatyn (Грузятин)
- Huta Lisowska (Гута-Лісівська)
- Kamienucha (Кам'януха)
- Karasin (Карасин)
- Kołki (Колки)
- Kołodja (Колодії)
- Komarów (Комарове)
- Kopyle (Копилля)
- Kostiuchnówka (Костюхнівка)
- Kozlinicze (Козлиничі)
- Krasnowola (Красноволя)
- Kukły (Кукли)
- Kulikowicze (Куликовичі)
- Lisów (Лісове)
- Liszniówka Лишнівка
- Łyszcze[3] (Криничне)
- Maciejki (Матейки)
- Majdan Hulewiczowski (Майдан)
- Majdan Lipeński (Майдан-Липненський)
- Mała Jabłonka (Мала Яблунька)
- Mała Medweżka (Мала Ведмежка)
- Mała Ośnica (Мала Осниця)
- Maniewicze (Маневичі)
- Marjanówka (Мар'янівка)
- Miedwieże (Велика Ведмежка)
- Nabruska (Набруска)
- Niczehówka (Нічогівка)
- Nowe Podcerewicze (Нові Підцаревичі)
- Nowa Ruda (Нова Руда)
- Nowosiółki (Новосілки)
- Nowoukrajinka (Buhaje, Новоукраїнка)
- Okońsk (Оконськ)
- Ostrowy (Острови)
- Podhacie (Підгаття)
- Pohulanka (Погулянка)
- Prylisne (Maniewicze, Прилісне)
- Roznicze (Розничі)
- Rudki (Рудкa)
- Rudniki (Рудники)
- Semki (Семки)
- Serchów (Серхів)
- Sewerynówka (Северинівка)
- Sofianówka (Софіянівка)
- Starosiele[4] (Старосілля)
- Sytnica (Ситниця)
- Telcze (Тельчі)
- Trojanówka Троянівка
- Wielka Jabłonka (Велика Яблунька)
- Wielka Osnica (Велика Осниця)
- Wołczeck (Вовчицьк)
- Zagorówka (Загорівка)
- Zamoście (Замостя)
- Zarzecze (Заріччя)

nieistniejące
- Munino[5]

## Zabytki i atrakcyjne miejsca
- Klasztor Dominikanów (1741-1753), po 1997 zaadaptowany na monaster prawosławny, Stary Czartorysk
- Cerkiew pw. Przemienienia Pańskiego (1600), Czetwertnia
- Cerkiew pw. św. Michała (1691), Karasin
- Kościół pw. Przemienienia Pańskiego (1934), Maniewicze
- Dworzec kolejowy (1905), Maniewicze
- Źródła Okońskie, Okońsk
- Polska Góra i cmentarz legionowy, Kostiuchnówka
- Grodzisko (ХІ-ХІІІ w.), Stary Czartorysk
- Czeremski Rezerwat, Zamoście

## Fotogaleria

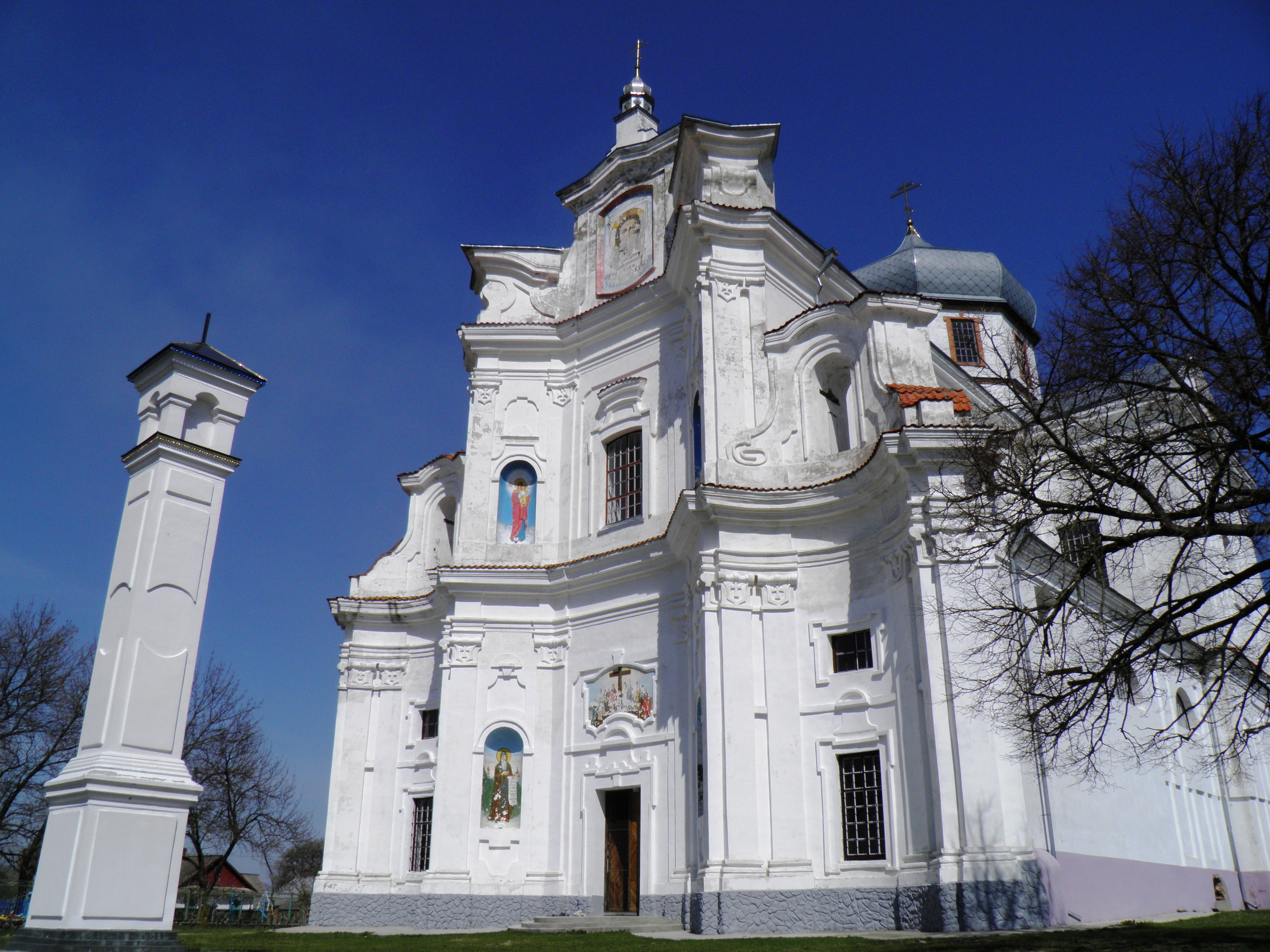
Kościół dominikanów w Czartorysku
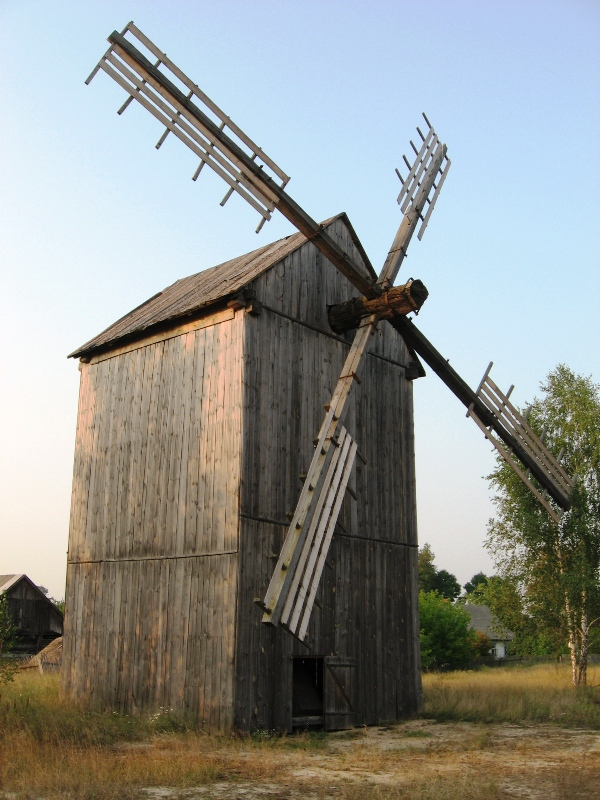
Zabytkowy wiatrak w Karasinie
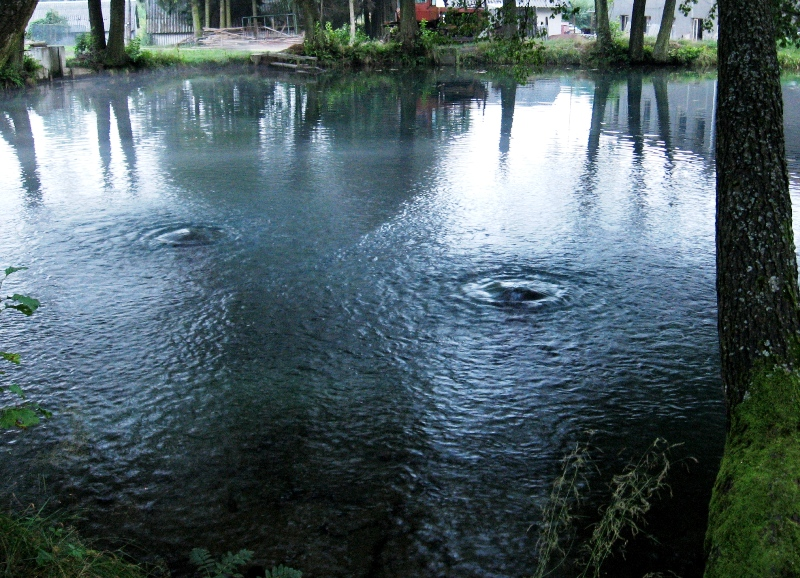
Źródła Okońskie